# Villa Patermann

Villa Patermann, Luftaufnahme 2011

Die Villa Patermann ist das ehemalige Wohnhaus des Teltower Biomalz-Fabrikanten Georg Patermann. Sie entstand 1912/1913 als eines der anspruchsvollsten Landhäuser der frühen Kolonie Kleinmachnow bei Berlin. Das Haus überstand nahezu unbeschädigt zwei Weltkriege und die Zeit in der Sperrzone auf der DDR-Seite der Berliner Mauer.

## Architektur

Rohbau Villa Patermann 1913

Der Berliner Architekt Joseph Emster entwarf das Gebäude am Erlenweg Nr. 33 – unweit der Berliner Stadtgrenze – am sogenannten Buschgraben. Das zweigeschossige Landhaus mit Mansardwalmdach entstand auf einem rund 1700 m² großen Eckgrundstück, auf dem zusätzlich ein Kutscherhaus errichtet wurde. Blickfang ist die loggienartig gestaltete Veranda mit dorischen Säulen.
Die Gestaltung und Aufteilung des Inneren entsprach den damaligen Ansprüchen an eine Villa: Im Erdgeschoss befanden sich Küche, Esszimmer, Herrenzimmer und Salon, im oberen Geschoss – ausgehend von einer großen offenen Galerie mit Blick auf das Erdgeschoss – lagen Schlaf- sowie Gästezimmer. Insgesamt bot das Haus eine Wohnfläche von rund 400 m² verteilt auf 10 bis 12 Zimmer. Neben den üblichen Wirtschaftsräumen gab es im Keller eine Wohnung für Bedienstete. Teile des Dachgeschosses waren ebenfalls für Hauspersonal ausgebaut.

## Geschichte
Im Zuge der Bauarbeiten für den Teltowkanal und der Schleuse Kleinmachnow im Jahre 1906 wurde im bis dato nur wenige hundert Bewohner zählenden Gutsdorf Kleinmachnow der Grundstein für die Kleinmachnower Villenkolonie gelegt. Der Landkreis Teltow hatte verfügt, dass neue Wohnhäuser ausschließlich im Landhausstil zu errichten seien. Das konnten sich damals nur Unternehmer leisten. Sie beauftragten renommierte Architekten aus Berlin mit dem Entwurf von Häusern, was der ersten Ansiedlung im Rahmen dieses Projekts den Namen „Goldstaubviertel“ bescherte. Als eines der eindrucksvollsten Gebäude dieses Viertels entstand die Villa Patermanns, der das Haus nach Fertigstellung 1912 bezog. Zwölf Jahre später zwangen Georg Patermann, inzwischen Vater von vier Kindern, wirtschaftliche Gründe als Folge des Ersten Weltkriegs und der Tod der Ehefrau zum Verkauf der Villa.
Über die Nutzung des Hauses bis in die Nachkriegszeit des Zweiten Weltkriegs ist kaum etwas bekannt. Mitte der 1950er Jahre wurde es auf Basis der „Verordnung über die Verwaltung und den Schutz ausländischen Eigentums in der DDR“ unter staatliche Verwaltung gestellt und schließlich 1986 zum Volkseigentum erklärt. Nach Aussagen ehemaliger Bewohner wurde es in dieser Zeit in ein Mehrfamilienhaus mit sechs Wohneinheiten umgewandelt, in dem aufgrund des Wohnraummangels bis zu 17 Personen lebten.

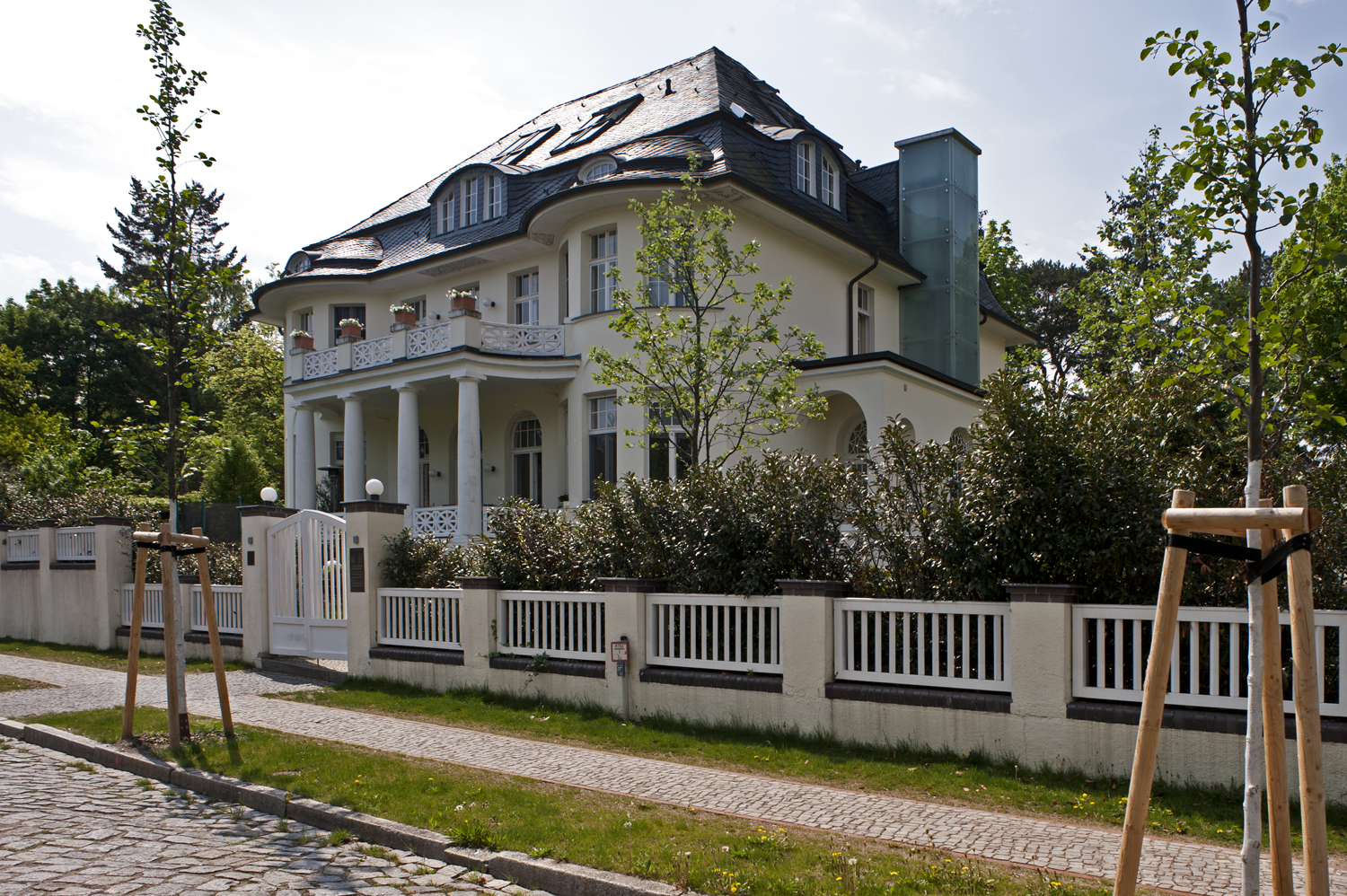
Villa Patermann heute

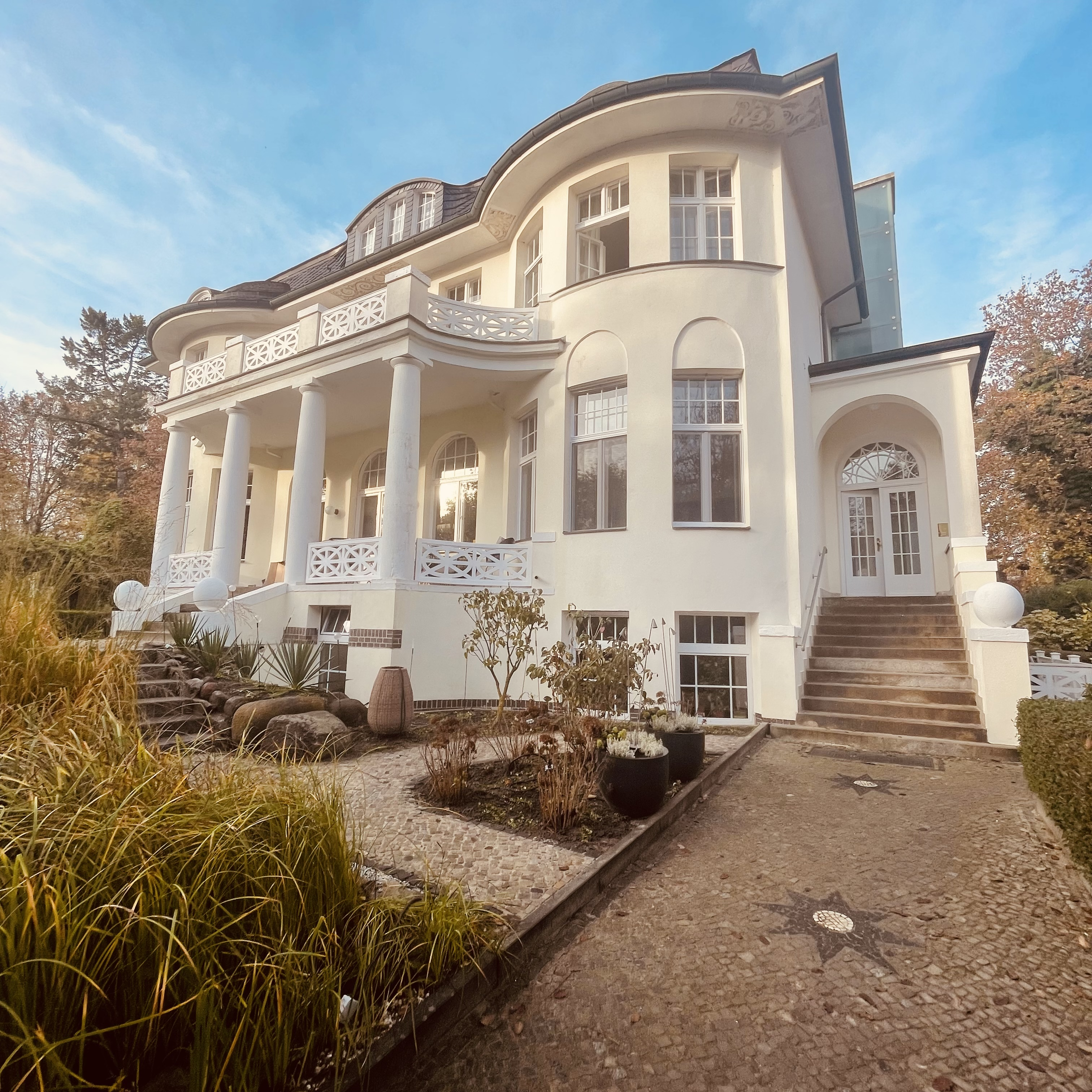

## Gegenwärtige Nutzung
Nach der Wende wurde das Haus über die Treuhand versteigert und Besitzer und Bewohner wechselten mehrmals. Von den früheren Eigentümern wurde die Villa 2005 unter Berücksichtigung der ursprünglichen Baupläne sowie der Auflagen des Denkmalschutzes behutsam saniert. Seither wird sie zu privaten Wohnzwecken genutzt.
Im Jahr 2022 haben neue Eigentümer die Villa erworben. In diesem Zuge wurden umfangreiche Sanierungsarbeiten durchgeführt.